# Lanslebourg-Mont-Cenis
Lanslebourg-Mont-Cenis és un municipi delegat francès, situat al departament de la Savoia i a la regió d'Alvèrnia-Roine-Alps. L'any 2007 tenia 599 habitants.
L'1 de gener de 2017, Lanslebourg va fusionar amb Bramans, Lanslevillard, Sollières-Sardières i Termignon i formar el municipi nou deVal-Cenis.

## Demografia

### Població
El 2007 la població de fet de Lanslebourg-Mont-Cenis era de 599 persones. Hi havia 264 famílies de les quals 93 eren unipersonals (50 homes vivint sols i 43 dones vivint soles), 70 parelles sense fills, 85 parelles amb fills i 16 famílies monoparentals amb fills.
La població ha evolucionat segons el següent gràfic:
Habitants censats

### Habitatges
El 2007 hi havia 930 habitatges, 279 eren l'habitatge principal de la família, 637 eren segones residències i 14 estaven desocupats. 106 eren cases i 818 eren apartaments. Dels 279 habitatges principals, 166 estaven ocupats pels seus propietaris, 86 estaven llogats i ocupats pels llogaters i 27 estaven cedits a títol gratuït; 13 tenien una cambra, 39 en tenien dues, 66 en tenien tres, 77 en tenien quatre i 85 en tenien cinc o més. 167 habitatges disposaven pel capbaix d'una plaça de pàrquing. A 128 habitatges hi havia un automòbil i a 119 n'hi havia dos o més.

### Piràmide de població
La piràmide de població per edats i sexe el 2009 era:
| Homes | Edats   | Dones |
| ----- | ------- | ----- |
| 0     | 95 o +  | 0     |
| 0     | 90 a 94 | 4     |
| 4     | 85 a 89 | 16    |
| 4     | 80 a 84 | 0     |
| 4     | 75 a 79 | 4     |
| 12    | 70 a 74 | 16    |
| 16    | 65 a 69 | 16    |
| 12    | 60 a 64 | 12    |
| 4     | 55 a 59 | 16    |
| 36    | 50 a 54 | 20    |
| 24    | 45 a 49 | 16    |
| 20    | 40 a 44 | 28    |
| 36    | 35 a 39 | 20    |
| 24    | 30 a 34 | 44    |
| 12    | 25 a 29 | 20    |
| 16    | 20 a 24 | 24    |
| 32    | 15 a 19 | 16    |
| 24    | 10 a 14 | 16    |
| 24    | 5 a 9   | 16    |
| 20    | 0 a 4   | 16    |

## Economia
El 2007 la població en edat de treballar era de 399 persones, 351 eren actives i 48 eren inactives. De les 351 persones actives 348 estaven ocupades (187 homes i 161 dones) i 3 estaven aturades (1 home i 2 dones). De les 48 persones inactives 19 estaven jubilades, 17 estaven estudiant i 12 estaven classificades com a «altres inactius».

### Ingressos
El 2009 a Lanslebourg-Mont-Cenis hi havia 241 unitats fiscals que integraven 563 persones, la mediana anual d'ingressos fiscals per persona era de 19.765 €.

### Activitats econòmiques
Dels 179 establiments que hi havia el 2007, 2 eren d'empreses extractives, 5 d'empreses alimentàries, 4 d'empreses de fabricació d'altres productes industrials, 9 d'empreses de construcció, 28 d'empreses de comerç i reparació d'automòbils, 4 d'empreses de transport, 39 d'empreses d'hostatgeria i restauració, 1 d'una empresa d'informació i comunicació, 3 d'empreses financeres, 12 d'empreses immobiliàries, 12 d'empreses de serveis, 52 d'entitats de l'administració pública i 8 d'empreses classificades com a «altres activitats de serveis».
Dels 34 establiments de servei als particulars que hi havia el 2009, 1 era una oficina d'administració d'Hisenda pública, 1 gendarmeria, 1 oficina de correu, 1 una oficina bancària, 1 taller de reparació d'automòbils i de material agrícola, 1 guixaire pintor, 3 fusteries, 2 lampisteries, 3 electricistes, 1 perruqueria, 2 veterinaris, 14 restaurants, 1 agència immobiliària, 1 tintoreria i 1 saló de bellesa.
Dels 20 establiments comercials que hi havia el 2009, 1 era una botiga de més de 120 m², 1 una botiga de menys de 120 m², 4 fleques, 2 carnisseries, 1 una llibreria, 4 botigues de roba, 1 una botiga d'equipament de la llar i 6 botigues de material esportiu.
L'any 2000 a Lanslebourg-Mont-Cenis hi havia 21 explotacions agrícoles que ocupaven un total de 672 hectàrees.

## Equipaments sanitaris i escolars
L'únic equipament sanitari que hi havia el 2009 era una farmàcia.
El 2009 hi havia una escola elemental integrada dins d'un grup escolar amb les comunes properes formant una escola dispersa.

## Poblacions més properes
El següent diagrama mostra les poblacions més properes.